# Mireia Abant i Condal
Mireia Abant i Condal   (Sabadell, 25 de març de 1989) és una ciclista catalana d'elit que ha destacat en la pràctica del bicitrial, tant en la modalitat del biketrial com en la del trial, havent-ne guanyat 4 campionats mundials individuals, 10 per equips, 3 d'Europa i altres títols destacats. Actualment, compagina l'activitat esportiva amb la seva formació universitària i, al mateix temps, fa de monitora al Trial Parc de Sabadell (situat al Parc de Catalunya), una de les principals escoles de bicitrial a nivell internacional.
La seva germana bessona, Gemma, també és una destacada ciclista que ha seguit una trajectòria paral·lela a la seva, fins al punt que, sovint, ocupen el primer i el segon lloc a les competicions. Segons el "Llibre d'Or de l'Esport Català", publicat el 2008 per la UFEC, Mireia i Gemma Abant són dues dels cinc corredors de bicitrial més destacats de tots els temps (al costat d'Ot Pi, César Cañas i Dani Comas).

## Biografia
Filla del comerciant de bicicletes sabadellenc Josep Abant (l'actual president de la BAC), Mireia tingué contacte des de sempre amb el món de la bicicleta i del trial (de petita en va tenir fins i tot una moto), a causa de l'afició del pare per aquests esports. Ben aviat va mostrar interès pels esports en general, arribant a practicar futbol, bàsquet, karate, gimnàstica i bicicleta de muntanya entre d'altres.
L'any 2001 va provar el bicitrial i descobrí que hi tenia una facilitat innata, decidint de seguida començar-hi a competir al costat de la seva germana. Des del moment del seu debut en competició, les bessones Abant han anat seguint una trajectòria ascendent que les ha dutes al cim d'aquest esport a nivell mundial. A tall d'anècdota, la semblança entre les dues és tan gran que, per tal d'evitar confusions a les zones, varen decidir que la Mireia competiria amb arracades i la Gemma, sense.
Mireia ostenta el rècord de Campiona del Món de biketrial més jove de la història, obtingut en guanyar el mundial del 2004 a l'edat de 15 anys. El 2008 li fou concedida la medalla de la Real Orden del Mérito Deportivo.

## Palmarès
El global de títols de biketrial (normativa BIU) i trial (normativa UCI) aconseguits per Mireia Abant és el següent:
| Títol                           | BIU | UCI | Total |
| ------------------------------- | --- | --- | ----- |
| Campionats del Món              | 4   | -   | 4     |
| Campionats del Món per equips   | 8   | 2   | 10    |
| Campionats d'Europa             | 1   | 2   | 3     |
| Campionats d'Europa per equips  | -   | 1   | 1     |
| Copes d'Europa                  | 1   | -   | 1     |
| Campionats dels Països Catalans | 4   | -   | 4     |
| Campionats de Catalunya         | 6   | 3   | 9     |
| Campionats d'Espanya            | 3   | 4   | 7     |
| Copes d'Espanya                 | -   | 1   | 1     |
| Total                           | 27  | 13  | 40    |

### Biketrial (BIU)
| Any   | Camp. del Món | Camp. del Món | Camp. d'Europa | Copa d'Europa | Camp. d'Espanya | C. Països Catalans | Camp. de Catalunya | C. Auton. Catalana | Títols |
| Any   | Fèmina        | Nacions       | Camp. d'Europa | Copa d'Europa | Camp. d'Espanya | C. Països Catalans | Camp. de Catalunya | C. Auton. Catalana | Títols |
| ----- | ------------- | ------------- | -------------- | ------------- | --------------- | ------------------ | ------------------ | ------------------ | ------ |
| 2002  | 10a           |               |                |               | 2a              | 1a                 | 1a                 | 1a                 | 3      |
| 2003  | 5a            |               |                |               | 1a              | 1a                 | 1a                 | 1a                 | 4      |
| 2004  | 1a            | 1a            |                |               | 1a              | 1a                 | 2a                 | 1a                 | 5      |
| 2005  | 2a            | 1a            |                | 1a            | 2a              | 2a                 | 2a                 | 1a                 | 3      |
| 2006  | 1a            | 1a            |                |               | 2a              | 2a                 | 2a                 | 2a                 | 2      |
| 2007  | 1a            | 1a            |                |               | 1a              |                    |                    | 2a                 | 3      |
| 2008  | 2a            | 1a            |                |               | 2a              |                    |                    |                    | 1      |
| 2009  | 2a            | 2a            |                | 2a            | 3a              |                    |                    |                    | -      |
| 2010  | 1a            | 1a            |                |               |                 | 1a                 |                    |                    | 3      |
| 2011  | 2a            | 1a            |                |               |                 |                    |                    |                    | 1      |
| 2012  | 2a            | 1a            | 1a             | 2a            |                 |                    |                    |                    | 2      |
| Total | 4             | 8             | 1              | 1             | 3               | 4                  | 2                  | 4                  | 27     |
|       | 12 mundials   | 12 mundials   | 2 europeus     | 2 europeus    |                 | 10 nacionals       | 10 nacionals       | 10 nacionals       |        |

### Trial (UCI)
| Any   | C. del Món | C. del Món | Copa del Món | UCI W.Y.G. | C. d'Europa | C. d'Espanya | Copa d'Espanya | C. de Catalunya | Altres        | Títols |
| Any   | Fèmina     | Nacions    | Copa del Món | UCI W.Y.G. | C. d'Europa | C. d'Espanya | Copa d'Espanya | C. de Catalunya | Altres        | Títols |
| ----- | ---------- | ---------- | ------------ | ---------- | ----------- | ------------ | -------------- | --------------- | ------------- | ------ |
| 2002  |            |            |              | 4a         |             | 3a           |                | 1a              | -             | 1      |
| 2003  |            |            |              | 4a         |             | 1a           |                | 1a (x2)         | 2a Euskadi    | 3      |
| 2004  | 3a         | 1a         |              |            |             | 1a           | 1a             | 2a (Cad. Mas.)  | 2a Zona Norte | 3      |
| 2005  | 3a         | 2a         | 3a           |            |             | 2a           |                |                 | -             | -      |
| 2006  | 2a         | 3a         |              |            | 1a          | 1a           |                | 3a (Cad. Mas.)  | -             | 2      |
| 2007  | 3a         | 1a         |              | 2a         | 1a (x2)     | 1a           |                |                 | -             | 4      |
| 2008  | 4a         |            |              |            | 3a          |              |                |                 | -             | -      |
| 2009  | 5a         |            | 3a           |            | 2a          |              |                |                 | -             | -      |
| 2010  | 4a         |            | 3a           |            | 3a          |              |                |                 | -             | -      |
| 2011  | 3a         |            |              |            |             |              |                |                 | -             | -      |
| 2012  |            |            |              |            |             |              |                |                 | -             | -      |
| Total | -          | 2          | -            | -          | 3           | 4            | 1              | 3               | -             | 13     |
|       |            |            |              |            |             | 5 estatals   |                |                 |               |        |

### Seleccions nacionals
Mireia Abant ha format part de les següents seleccions estatals i nacionals:
| Selecció           | Biketrial (BIU)                                | Trial (UCI)                                                |
| ------------------ | ---------------------------------------------- | ---------------------------------------------------------- |
| Selecció espanyola | 2002, 2003, 2004, 2005, 2006, 2007, 2008, 2009 | 2002, 2003, 2004, 2005, 2006, 2007, 2008, 2009, 2010, 2011 |
| Selecció catalana  | 2010, 2011, 2012                               | -                                                          |

## Reconeixements
Al llarg de la seva carrera, Mireia Abant ha rebut reconeixements de tota mena per part d'entitats diverses. Cal destacar-ne els següents:

### Premis
| Premi                                                          | Any                    | Entitat que l'atorga                                          |
| -------------------------------------------------------------- | ---------------------- | ------------------------------------------------------------- |
| Premi a la Projecció Esportiva                                 | 2002                   | Ajuntament de Sabadell                                        |
| Premi d'Honor                                                  | 2005, 2007             | Fundació privada Esport Català                                |
| Premi "Mussol de l'Any"                                        | 2007                   | Ateneu de Sant Quirze del Vallès                              |
| Premi "Sabadellencs"                                           | 2010                   | Jove Cambra Internacional de Sabadell                         |
| Premi ARC (Alt Rendiment de Catalunya)                         | 2004, 2007, 2008, 2010 | Secretaria General de l'Esport de la Generalitat de Catalunya |
| Premi Finalista en l'elecció del Millor Esportista de Sabadell | 2003 a 2009            | Ajuntament de Sabadell                                        |
| Premi Finalista en l'elecció de la Millor Esportista Femenina  | 2003                   | Ajuntament de Vic                                             |
| Medalla de bronze en la Real Orden del Mérito Deportivo        | 2008                   | Consejo Superior de Deportes                                  |

### Homenatges
- Homenatges de la Federació Catalana de Ciclisme pels resultats aconseguits (temporades 2005 a 2009)
- Homenatges de la Biketrial Unió Espanyola pels resultats internacionals (temporades 2004 a 2009)
- Recepcions oficials i homenatges de l'Ajuntament de Sabadell pels resultats aconseguits (anys 2004, 2006 i 2008)

### Altres
- Inclusió en el Museu Olímpic i de l'Esport de Barcelona
- Consideració d'Esportista d'Alt Rendiment (ARC) per la Secretaria General de l'Esport de la Generalitat de Catalunya (2003 a 2009)
- Consideració de Deportista de Alto Nivel (DAN) pel Consejo Superior de Deportes espanyol (2004 a 2009)

## Aparicions als mitjans
Mireia Abant ha aparegut sovint als mitjans informatius. A banda de les notícies relacionades amb la seva activitat esportiva, ha estat objecte de reportatges destacats als diaris El Mundo Deportivo, Sport, El Mundo i El 9 Esportiu. També ha estat protagonista de reportatges televisius a TV3, Canal Català, la Xarxa de Televisions Locals i TVE. Ha aparegut també en diversos reportatges sobre competicions emesos per televisions d'arreu del món, especialment al Japó.